# De Oranjeboom (Voorschoten)
De Oranjeboom was een korenmolen in de Nederlandse plaats Voorschoten. De molen werd gebouwd in 1646 en functioneerde tot ca. 1925.
Het was een ronde bovenkruier zonder stelling met een kap van riet. Boven de ingang bevond zich een gevelsteen met een oranjeboom en de tekst: "Oranjeboom is mijn naam / om koren te breken ben ik bekwaam. Anno 1739." Afbraak vond plaats in oktober 1938. De Historische vereniging Oud Leiden heeft de gevelsteen toen aangekocht voor fl. 27,50 en later beschikbaar gesteld om ingemetseld te worden in een gevel aan de Oranjeboomstraat, niet ver van de oorspronkelijke locatie van molen De Oranjeboom.
De naam De Oranjeboom was bedoeld als eerbetoon aan het Huis van Oranje en als symbool voor de gewonnen vrijheid na de Tachtigjarige Oorlog. De naam komt in Nederland ook voor als familienaam, biermerk, als naam van horecagelegenheden, enz. In de versierselen behorende bij de Huisorde van Oranje zitten aan weerszijden takjes van een oranjeboom.

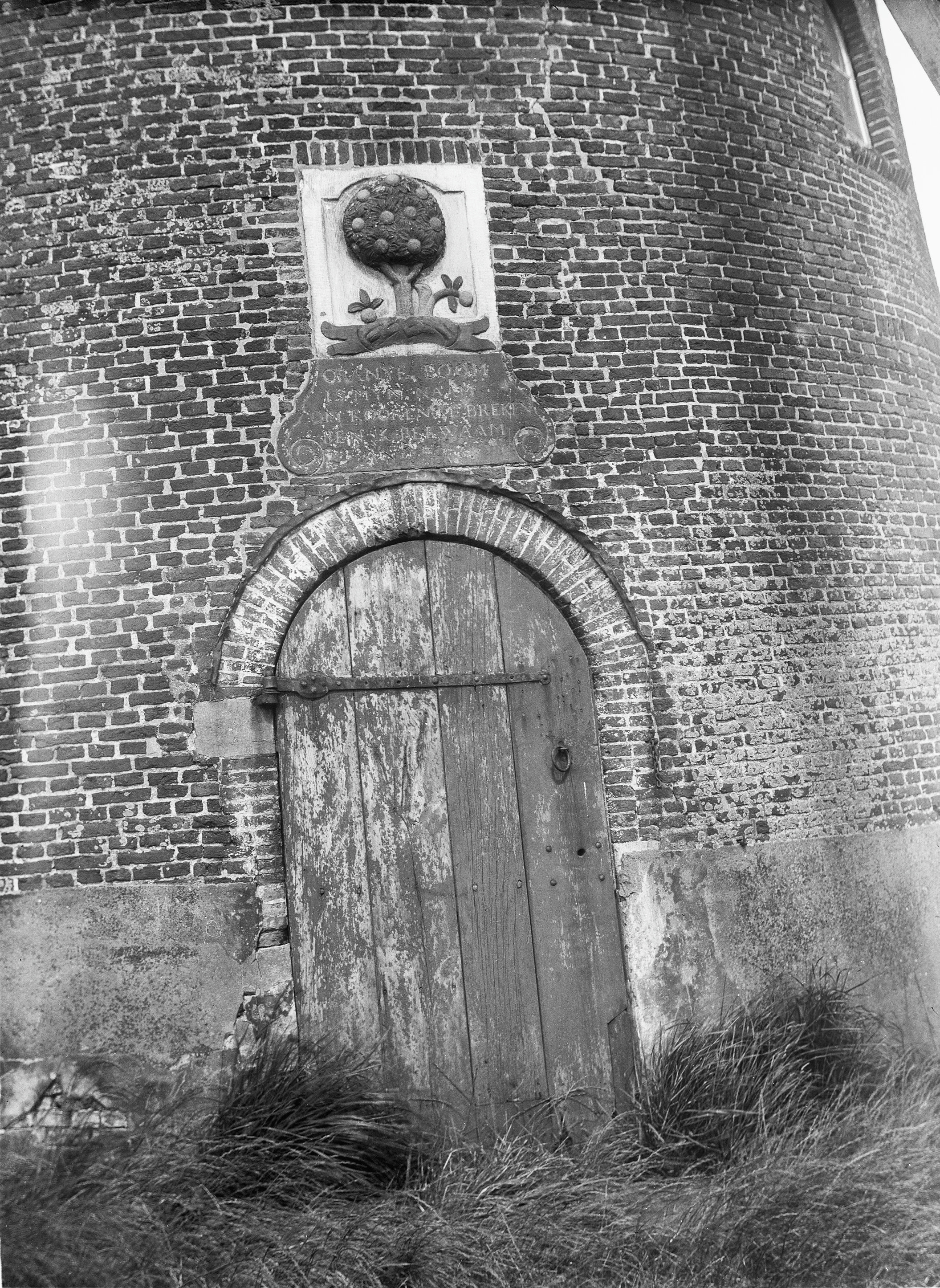
"De Oranjeboom" in 1930
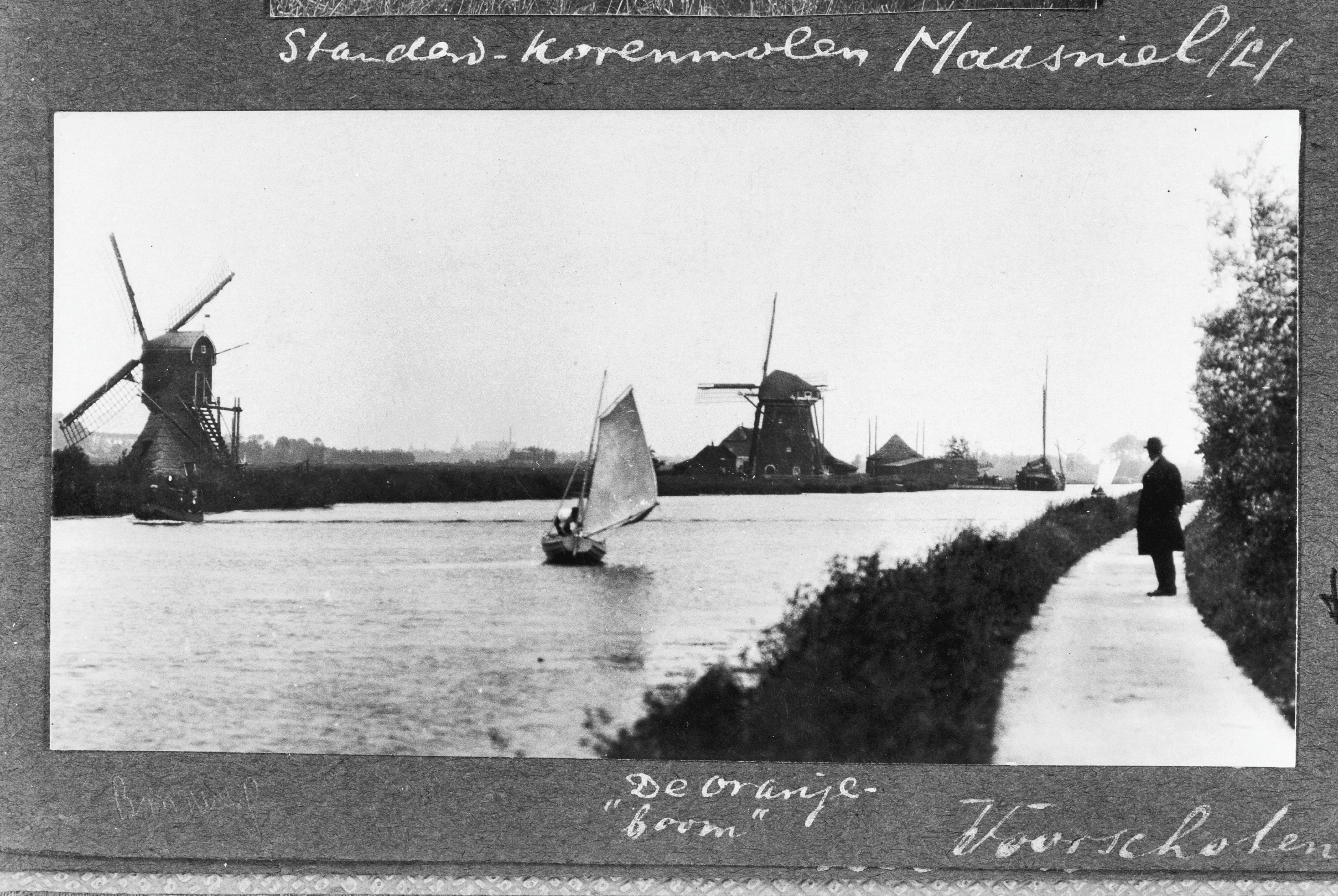
"De Oranjeboom" en andere molen in Voorschoten